# NACAM
La NACAM (North America, Central America and Mexico) est l'organisme qui regroupe, sous l'égide de la FIA, les fédérations de sport automobile du continent nord-américain

## Compétitions
| No. | Championnat                          | Création | Disparition |
| --- | ------------------------------------ | -------- | ----------- |
| 1   | Championnat NACAM des rallyes        | 2008     |             |
| 2   | Championnat de Formule 4 de la NACAM | 2015     |             |